# 産業連関表
産業連関表（さんぎょうれんかんひょう、英: Input Output Table）は、産業ごとの生産・販売等の取引額を行列形式にした定量的な経済モデル。英語の頭文字を取ってI-O表とも。アメリカの経済学者であるワシリー・レオンチェフが、1936年にアメリカを対象として作成したものが最初である。一般均衡理論を現実の経済に適用しようとする試みであり、レオンチェフ自身によればカール・マルクスの再生産表式から着想したとされる。レオンチェフはこのモデルの開発によりノーベル経済学賞を受賞した。

## 概要
財・サービスといった産業ごとの生産構造（どの産業からどれだけ原料等を入手し、賃金等を払っているか）、販売構造（どの産業に向けて製品を販売しているか）をみることができ、経済構造の把握、生産波及効果の計算などに利用される。
アメリカを初め世界各国で作成されており、日本では総務省が中心となり各省庁共同で5年ごとに作成されている（1951年表は経済企画庁（現内閣府）、通商産業省（現経済産業省）がそれぞれ独自に作成）。
産業連関表を使用した分析例としては、例えば公共事業として税金を使いダムを建設すると、建設業の売上が増える。さらに、ダムの材料や機械などを消費することによってこれらの産業の売上とひいては利益が増える。利益を得た産業の従業員の給与も上がるから、従業員がお金を使い消費も増える…といったような分析もできる。そうした意味で、産業連関表は経済全体像を網羅しているものでもある。

## 構造
産業連関表は、右図のような行列（マトリクス）構造となっている。
投入構造
表を縦にみると、ある産業の生産額のうち、どのくらいが原材料で、どのくらいが従業員の給与や企業の利益になっているかをみることができる。
産出構造
表を横にみると、ある産業の生産額が、他の産業の原材料や個人消費、輸出などに、どれだけ向けられたかをみることができる。
なお、粗付加価値額と最終需要の間には、
- 粗付加価値額 ＝ 最終需要 － 輸入

という関係がある。
産業連関表の構造については、総務省の産業連関表の仕組みも参照されたい。

## 経済効果
産業連関表を利用して、あるイベントが起こったことによる経済効果（経済全体の付加価値の増加分）を推定することができる。

## 参照
1. ↑  W. Leontief, “Quantitative Input and Output Relations in the Economic System of the United States”. In: Review of Economics and Statistics Vol. 18, 1936, pp. 105-125.
2. ↑  “Interrelation of Prices, Output, Savings and Investment”. In: Review of Economics and Statistics, Vol. 18, 1937, pp. 109-132.
3. ↑  "The significance of Marxian economics for present-day economic theory". The American Economic Review, Vol. 28, No. 1, March 1938.
4. ↑  Thijs Ten Raa, Input–Output Economics: Theory and Applications: Featuring Asian Economies, World Scientific, 2009